# 沖繩大學
沖繩大學（日語：おきなわだいがく），是位在日本沖繩縣那霸市的私立大學。1974年創校，簡稱沖大。日本最南的大學。

## 關連項目
- 稚內北星學園大學（日本最北的大學）

## 外部連結
- 沖繩大學 （页面存档备份，存于）（日語）